# Polnische Billie-Jean-King-Cup-Mannschaft

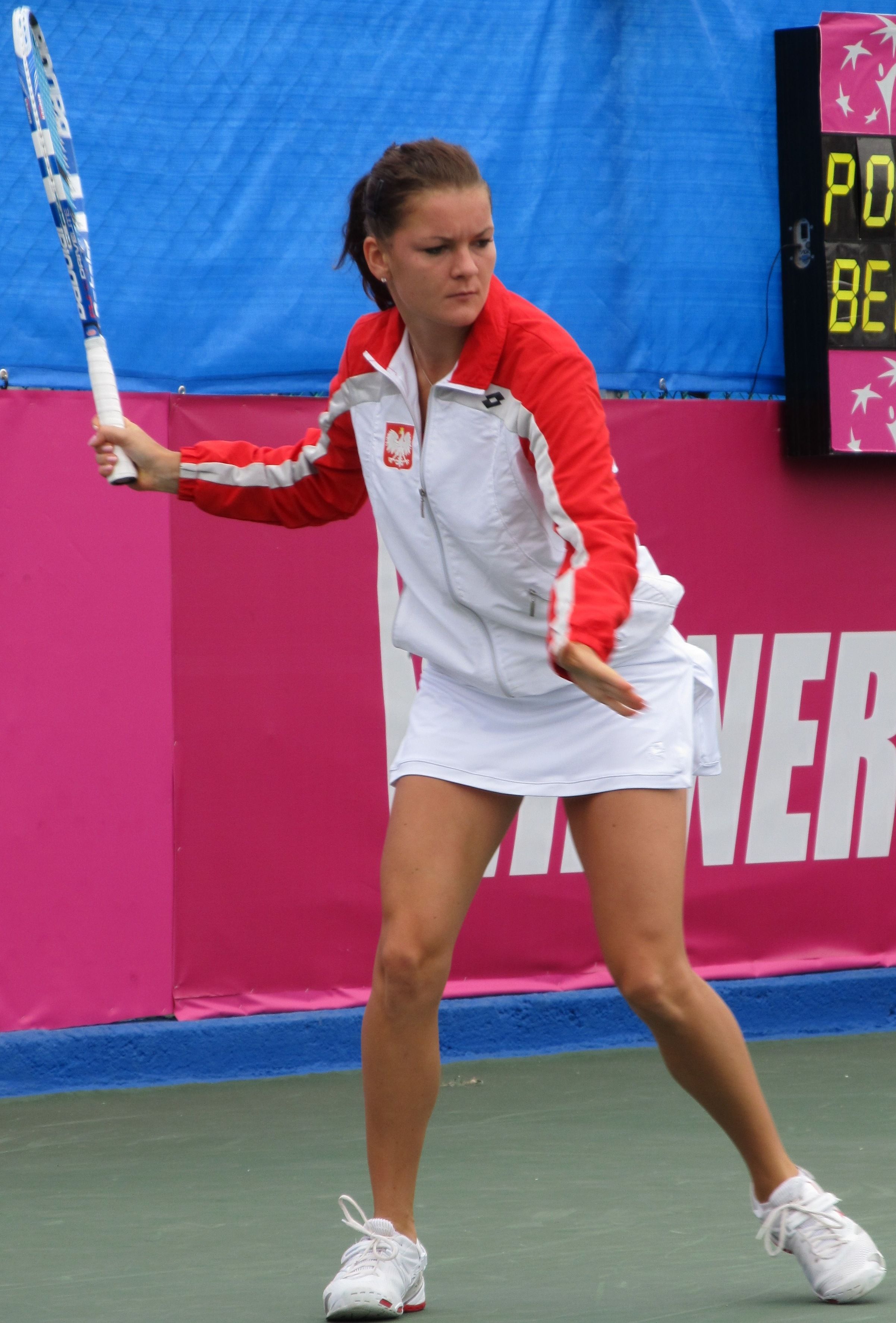
Agnieszka Radwańska 2011 in Eilat

Die polnische Billie-Jean-King-Cup-Mannschaft ist die Tennisnationalmannschaft von Polen, die im Billie Jean King Cup eingesetzt wird. Der Billie Jean King Cup (bis 1995 Federation Cup, 1996 bis 2020 Fed Cup) ist der wichtigste Wettbewerb für Nationalmannschaften im Damentennis, analog dem Davis Cup bei den Herren.

## Geschichte
Erstmals am Billie Jean King Cup teilgenommen hat Polen im Jahr 1966. Das beste Abschneiden erreichte die Mannschaft 1992 mit dem Einzug ins Viertelfinale des Teamwettbewerbs.

## Teamchefs (unvollständig)
- Henrik Hoffman 1995
- Barbara Olsza 1996
- Wojciech Radonski 1997
- Iwona Kuczynska 1998
- Katarzyna Teodorowicz-Lisowska 2000–2004
- Magdalena Grzybowska 2005
- Robert Piotr Radwański 2006
- Katarzyna Teodorowicz-Lisowska 2007
- Tomasz Wiktorowski 2009–2015
- Klaudia Jans-Ignacik 2016–2017
- Dawid Celt, seit 2018

## Spielerinnen der Mannschaft (unvollständig)
| Spielerinnen         | Einsätze | Einsätze | Einsätze   |
| Spielerinnen         | erster   | letzter  | Bilanz S/N |
| -------------------- | -------- | -------- | ---------- |
| Marta Domachowska    | 2003     | 2010     | 8:10       |
| Magdalena Fręch      | 2016     | 2018     | 2:3        |
| Klaudia Jans-Ignacik | 2002     | 2016     | 20:12      |
| Paula Kania          | 2013     | 2017     | 2:5        |
| Katarzyna Kawa       | 2016     | 2016     | 0:1        |
| Magda Linette        | 2011     | 2018     | 9:8        |
| Katarzyna Piter      | 2009     | 2017     | 7:6        |
| Agnieszka Radwańska  | 2006     | 2015     | 42:11      |
| Urszula Radwańska    | 2006     | 2015     | 15:15      |
| Alicja Rosolska      | 2004     | 2018     | 23:11      |
| Iga Świątek          | 2018     | 2018     | 0:1        |